# Syndicat des professionnels des centres de contacts
Le Syndicat des professionnels des Centres de Contacts (SP2C), fondé en 1979 par Sophie de Menthon sous le nom de SMT (Syndicat du Marketing Téléphonique), regroupe la majeure partie des prestataires externalisés de centres de contacts .

## Historique
Créé sous la forme initiale de Syndicat du marketing téléphonique en 1979, le SP2C rassemble en 2024 60 adhérents.

## Lobbying en France
SP2C déclare à la Haute Autorité pour la transparence de la vie publique exercer des activités de lobbying en France pour un montant qui n'excède pas 10 000 euros.

## Direction
Pendant 15 ans le SP2C est successivement présidé par Laurent Uberti (Sitel Group) Maxime Didier (Comdata Group) et Olivier Grognier (EDF). En juin 2018, Patrick Dubreil (Teleperformance, CCA International) est élu à la présidence du syndicat pour un mandat de deux ans, renouvelé en octobre 2020,. Aujourd'hui, la Présidence est assurée par Caroline Adam.

## Adhérents
Au 1er janvier 2019 les adhérents sont :
- Armatis
- Majorel
- BlueLink
- Konecta
- Foundever
- Téléperformance
- Concentrix
- Tête-à-tête relation client
- Outsourcia